# 夏雨来
夏雨来（潮州話拼音：Hê7 Hou6 Lai5），据称是一名潮汕民間的秀才，正史沒有他的記載，而潮州史籍《龙湖志》也只把其作为民间传说，有《夏雨来故事》九篇。
夏雨来是潮州市潮安龙湖寨人物，至今，龙湖寨还有一道巷子叫夏厝巷。

## 其人其事
夏雨来是潮汕民间传奇人物，关于他的故事很多，但良莠夹杂，真伪难辩，于是就出现了两个夏雨来的形象：一个行侠仗义，急人所难，虽常有些滑稽恶作剧手段，却无异锦上添花，为其人平添几分可亲的色彩，往往令人会心一笑；另一个形象则和戏剧中的恶少相近，仗着官家权势，凭借一点小聪明，为恶乡里，欺老戏幼，他的恶作剧也就多了一份让人憎恶的色彩。

## 其人来源争议
关于夏雨来其人，多以为是清朝人。但又有传说他是夏懋学的侄儿，夏懋学字力庸，同为龙湖寨夏厝巷人，明神宗万历四十七年（1623）进士。照这种说法，那夏雨来又成了明朝人。不过，夏雨来只是一介秀才，《潮州府志》、《海阳县志》都没有关于他的记载，在没有直接证据之前，确也不好贸然断定。
龙湖古寨旅游发展有限公司负责人吴福昌：夏雨来是龙湖夏巷人，实际他的名字叫做夏午菜，字时兴，绝号夏狐狸，但是后期，由于他比较怪癖，所以大家称他为狐狸，后来叫顺了就叫成夏雨来。语言学家的林伦伦亦认为是「夏狐狸」。

## 影视作品
关于夏雨来的故事多见于影视作品潮汕小品《夏雨来》。值得注意的是其中扮演夏雨来的演员赵曙光却是河北人。